# CS Водолея
CS Водолея (лат. CS Aquarii) — одиночная переменная звезда в созвездии Водолея на расстоянии (вычисленном из значения параллакса) приблизительно 10535 световых лет (около 3230 парсеков) от Солнца. Видимая звёздная величина звезды — от +13,7m до +12,7m.

## Характеристики
CS Водолея — жёлтая пульсирующая переменная звезда типа RR Лиры (RRAB) спектрального класса G. Эффективная температура — около 5825 К.